# Nicholas Shakespeare

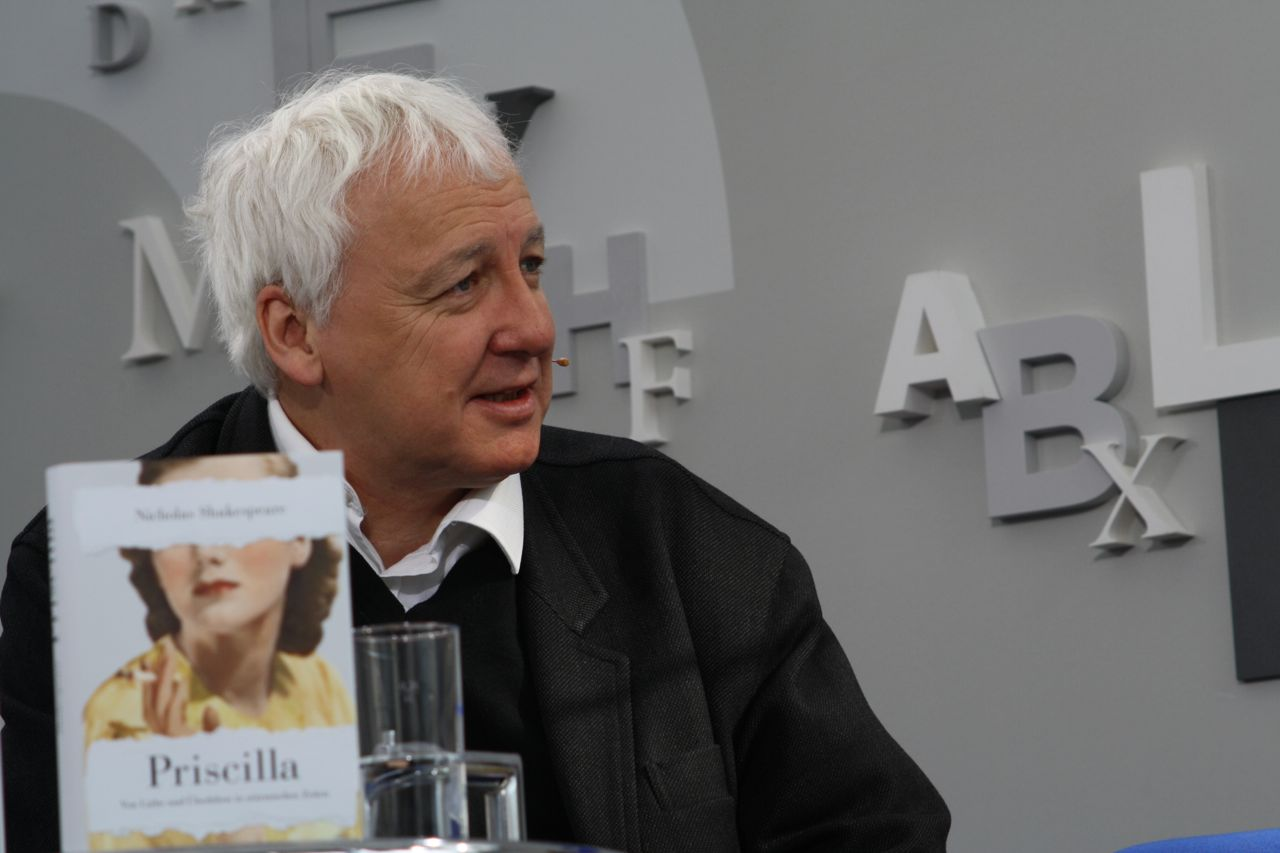
Nicholas Shakespeare

Nicholas William Richmond Shakespeare född 3 mars 1957 i Worcester, Storbritannien, är en brittisk journalist och författare. Som son till en diplomat växte Shakespeare upp i Fjärran östern och i Sydamerika. Han studerade vid Dragon School och Cambridge och arbetade som journalist för BBC och senare på The Times. Från 1988 till 1991 arbetade han för The Daily Telegraph och The Sunday Telegraph.
Hans tid i Sydamerika behandlas i två romaner, The Vision of Elena Silves (1989, Somerset Maugham Award, Betty Trask Award) och The Dancer Upstairs (1995, American Library Association Award). Andra mindre kända verk från denna tid är The Men Who Would Be King (1984), Londoners (1986) och The High Flyer (1993). 1999 gav Shakespeare ut en biografi över Bruce Chatwin. Denna följdes av romanen Snowleg (2004), In Tasmania (2004) och Secrets of the Sea (2007).
Shakespeare har även producerat ett antal biografier för TV, bland annat över Evelyn Waugh, Mario Vargas Llosa, Bruce Chatwin och skådespelaren Dirk Bogarde. The Dancer Upstairs filmatiserades 2002. Manus skrevs av Shakespeare och John Malkovich regisserade. 
I Shakespeares romaner placeras vanliga människor in på en plats där en betydelsefull händelse sker, The Dancer Upstairs, handlar till exempel om Abimael Guzmán, ledare för Perus Sendero Luminoso; och Snowleg utspelar sig delvis i Östtyskland under det kalla kriget.